# Вільтінген
Вільтінген (нім. Wiltingen) — громада в Німеччині, розташована в землі Рейнланд-Пфальц. Входить до складу району Трір-Саарбург. Складова частина об'єднання громад Конц.
Площа — 16,01 км2. Населення становить 1409 ос. (станом на 31 грудня 2020).